# Salto Mortale (Fernsehserie)
Salto Mortale – Die Geschichte einer Artistenfamilie ist eine 18-teilige Zirkus-Fernsehserie der damaligen Rundfunkanstalten Südwestfunk (SWF) und Schweizer Fernsehen (SF) unter der Regie von Michael Braun, die in zwei Staffeln von Januar 1969 bis Juni 1969 (10 Folgen) und von Oktober 1971 bis Januar 1972 (8 Folgen) im Deutschen Fernsehen ausgestrahlt wurde. Autoren waren Heinz Oskar Wuttig, Michael Braun, Heinz Pauck (als Karl-Wilhelm Vivier) und Horst Pillau. Die Titelmusik des damaligen SWF-Tanzorchesterchefs Rolf-Hans Müller entwickelte sich zu einem Klassiker der Zirkusmusik.

## Handlung
Die Serie erzählt die Geschichte der Schweizer Artistenfamilie Doria. Zirkusdirektor Kogler steht kurz vor einer geplanten Europa-Tournee seines Circus Krone vor dem Problem, dass eines der Mitglieder einer für die Trapeznummer engagierten
Artistentruppe durch einen Unfall während ihres noch bestehenden anderweitigen Engagements ausfällt. Mit Hilfe des schlitzohrigen Künstleragenten Jacobsen gelingt es ihm, die Flying Dorias als Attraktion zu buchen. Jede Folge der Serie spielt an einem anderen europäischen Gastspielort, einzelne Sequenzen spielen in Solothurn, wo die Dorias in einem großen Haus leben.
Vater Carlo hält die Fäden der Familie in der Hand. Seine Kinder und deren Partner bilden die Trapeztruppe. Der jüngste Sohn Viggo ist mit dem Dreifach-Salto, dem Salto Mortale, der Star der Gruppe, sein Bruder Sascha ist der Fänger. Mit dabei sind noch dessen spanische Frau Lona, die Schwester Francis, die den so genannten Todessprung mit verbundenen Augen aus der Zirkuskuppel springt, und deren italienischer Ehemann Rudolfo. Der älteste Bruder der Dorias, Mischa, hat sich bei einem Brand im Zirkuswagen, bei dem die Mutter ums Leben kam, schwere Verletzungen an der linken Hand zugezogen; er war früher der Fänger der Truppe. Es fällt ihm schwer zu akzeptieren, dass er dieser Berufung nicht mehr nachgehen kann.
Später stößt noch die Russin Nina hinzu, die Viggo schließlich heiratet. Vater Carlo ist anfänglich über die Verbindung gar nicht glücklich, da er für seinen Sohn eine große Karriere voraussieht, bei der eine Ehefrau eher hinderlich scheint und er speziell Nina nur als Betreuerin ihres alten und kranken Vaters sieht. Erst als dieser, ein ehemals berühmter russischer Musik-Clown, schwer erkrankt und Nina unerkannt in seine Rolle schlüpft und damit das Publikum begeistert, gibt er seinen Widerstand auf.
Fester Bestandteil der Serie ist zudem der Künstleragent Jacobsen, den eine lange Freundschaft mit Carlo Doria verbindet. Er fungiert nicht nur als Bindeglied zwischen den Artisten und dem Zirkusdirektor, sondern auch als Schlichter, wenn Familienstreitigkeiten bei den Dorias auftreten.

## Dreharbeiten
Der überwiegende Teil der Serie spielt im Circus Krone, dort fanden auch große Teile der Dreharbeiten statt. Schon in der ersten Folge wird ein Luftbild des echten Circus Krone auf dem Heiligengeistfeld in Hamburg gezeigt. Allerdings wurden in der ersten Staffel viele Szenen, die im Bereich der Wohnwagen stattfinden, im Studio gedreht. Dies lässt sich vor allem daran erkennen, dass sich die zumeist nicht näher genannten Standplätze des Zirkus nicht verändern, sondern zum Beispiel stets den gleichen Untergrund aufweisen, obwohl die Plätze sich laut Handlung in verschiedenen Ländern befinden sollen.
In der zweiten Staffel fanden die Dreharbeiten der Zirkusszenen jedoch zumeist bei echten Gastspielen statt. Hier sind auch teilweise andere Unternehmen zu sehen, wie zum Beispiel der Circus Knie in der Schweiz. Die Szenen, die die jeweiligen Gastspielstädte zeigen, wurden bis auf wenige Ausnahmen jeweils in der betreffenden Stadt gedreht.
Publikum und Zuschauer:
Obwohl der Zirkus stets zum nächsten Gastspiel weiterzog, war bei den Kameraschwenks um die Manege herum oft das gleiche Publikum zu sehen, und das in der gleichen Sitzkonstellation, als zögen die Zuschauer immer hinterher.
Ein wenig bizarr waren auch die andauernd in den hinteren Reihen zu sehenden „Pappkameraden“, die wohl als Ersatzpublikum dienten.
Artisten:
Bei den Schauspieler-Artisten der Dorias und den echten Protagonisten am Trapez ist aus den Kamerapositionen oder Schnitten zu erkennen, dass es unterschiedliche Personen sind. Wenn die Kamera beispielsweise von der Kuppel herab auf den „Fänger“ (u. a. das Gesicht) gerichtet ist, ist wiederholt gut zu sehen, dass es nicht Sascha (Horst Janson) ist. Auch die Haarfarben der echten „Springer“ unterscheiden sich auffällig von denen der Schauspieler. 
Auch wenn die Handlung teilweise nicht im Circus Krone stattfindet, wurden alle Szenen, die den Auftritt der Flying Dorias zeigen sollen, im Chapiteau des Circus Krone gedreht. Eine Ausnahme bilden die Aufnahmen, die in festen Gebäuden spielen, unter anderem im Kronebau in München.

## Hintergrund
Der Schauspieler Joseph Offenbach verstarb kurz nach den Dreharbeiten zur letzten Folge der Serie, die erst knapp drei Monate später erstmals ausgestrahlt wurde.
In zwei Folgen ist Christel Sembach-Krone, die Direktorin des realen Circus Krone, mit Pferdedressuren zu sehen.

## Kritik
Kino.de sprach von einer „hochkarätig besetzte[n] Kult-Serie“ und befand weiter: „Die gelungene Mischung aus Familienleben, Spannung und Zirkusattraktionen sowie das beeindruckende Staraufgebot machten die Serie aus der Feder von Heinz-Oskar Wuttig und Horst Pillau unglaublich beliebt. Gustav Knuth, Horst Janson, Hellmut Lange, Hans Söhnker, Margot Hielscher, Joseph Offenbach und allen voran der ehemalige Eisprinz Hans-Jürgen Bäumler als Viggo Doria sind nur einige Namen aus dem hochkarätigen Ensemble.“

## Medien
- Die kompletten Episoden der Serie erschienen 2006 auf DVD. Der Ton wurde auf Dolby Digital 2.0 [Mono, ohne DS-Bit] überarbeitet. Auch das Bildmaterial wurde nachbearbeitet, mit Ausnahme der Folge 8 (Istanbul), die einen deutlichen Braunstich hat. Die DVD-Sammlung enthält nur die Serienfolgen ohne jegliches Bonusmaterial.

## Episodenliste

### Staffel 1
Die erste Staffel wurde vom 29. Januar bis zum 4. Juni 1969 im Ersten Deutschen Fernsehen (ARD) ausgestrahlt.
| Nr. (ges.) | Nr. (St.) | Originaltitel | Erstausstrahlung Deutschland | Regie         | Drehbuch                          |
| ---------- | --------- | ------------- | ---------------------------- | ------------- | --------------------------------- |
| 1          | 1         | Hamburg       | 29. Jan. 1969                | Michael Braun | Heinz Oskar Wuttig, Michael Braun |
| 2          | 2         | Amsterdam     | 12. Feb. 1969                | Michael Braun | Heinz Oskar Wuttig, Michael Braun |
| 3          | 3         | London        | 26. Feb. 1969                | Michael Braun | Heinz Oskar Wuttig, Michael Braun |
| 4          | 4         | Marseille     | 12. März 1969                | Michael Braun | Heinz Oskar Wuttig, Michael Braun |
| 5          | 5         | Sevilla       | 26. März 1969                | Michael Braun | Heinz Oskar Wuttig, Michael Braun |
| 6          | 6         | Neapel        | 9. Apr. 1969                 | Michael Braun | Michael Braun                     |
| 7          | 7         | Athen         | 23. Apr. 1969                | Michael Braun | Michael Braun                     |
| 8          | 8         | Istanbul      | 7. Mai 1969                  | Michael Braun | Heinz Oskar Wuttig, Michael Braun |
| 9          | 9         | Prag          | 21. Mai 1969                 | Michael Braun | Michael Braun                     |
| 10         | 10        | München       | 4. Juni 1969                 | Michael Braun | Heinz Oskar Wuttig, Michael Braun |

### Staffel 2
Die zweite Staffel wurde vom 13. Oktober 1971 bis zum 26. Januar 1972 im Ersten Deutschen Fernsehen (ARD) ausgestrahlt.
| Nr. (ges.) | Nr. (St.) | Originaltitel      | Erstausstrahlung Deutschland | Regie         | Drehbuch                           |
| ---------- | --------- | ------------------ | ---------------------------- | ------------- | ---------------------------------- |
| 11         | 1         | London und München | 13. Okt. 1971                | Michael Braun | Heinz Oskar Wuttig, Michael Braun  |
| 12         | 2         | Kopenhagen         | 27. Okt. 1971                | Michael Braun | Heinz Oskar Wuttig, Michael Braun  |
| 13         | 3         | Brüssel            | 10. Nov. 1971                | Michael Braun | Karl Wilhelm Vivier, Michael Braun |
| 14         | 4         | Bern               | 24. Nov. 1971                | Michael Braun | Karl Wilhelm Vivier, Michael Braun |
| 15         | 5         | Venedig            | 8. Dez. 1971                 | Michael Braun | Heinz Oskar Wuttig, Michael Braun  |
| 16         | 6         | Paris              | 22. Dez. 1971                | Michael Braun | Karl Wilhelm Vivier, Michael Braun |
| 17         | 7         | Stockholm          | 12. Jan. 1972                | Michael Braun | Heinz Oskar Wuttig, Michael Braun  |
| 18         | 8         | Wien               | 26. Jan. 1972                | Michael Braun | Heinz Oskar Wuttig, Michael Braun  |